# Bandar Dolok (Pagar Merbau)
Bandar Dolok is een bestuurslaag in het regentschap Deli Serdang van de provincie Noord-Sumatra, Indonesië. Bandar Dolok telt 999 inwoners (volkstelling 2010).